# 駒ケ根市
もしかして
- 駒ヶ根市

ではありませんか？